# Drenje Brdovečko
Drenje Brdovečko falu Horvátországban Zágráb megyében. Közigazgatásilag Brdovechez tartozik.

## Fekvése
Zágráb központjától 23 km-re északnyugatra, községközpontjától 5 km-re nyugatra a Száva bal partján, a szlovén határ mellett fekszik.

## Története
1857-ben 289, 1910-ben 418 lakosa volt. Trianon előtt Zágráb vármegye Zágrábi járásához tartozott. 2011-ben a falunak 685 lakosa volt.

## Lakosság
| Lakosság változása | Lakosság változása | Lakosság változása | Lakosság változása | Lakosság változása | Lakosság változása | Lakosság változása | Lakosság változása | Lakosság változása | Lakosság változása | Lakosság változása | Lakosság változása | Lakosság változása | Lakosság változása | Lakosság változása | Lakosság változása |
| ------------------ | ------------------ | ------------------ | ------------------ | ------------------ | ------------------ | ------------------ | ------------------ | ------------------ | ------------------ | ------------------ | ------------------ | ------------------ | ------------------ | ------------------ | ------------------ |
| 1857               | 1869               | 1880               | 1890               | 1900               | 1910               | 1921               | 1931               | 1948               | 1953               | 1961               | 1971               | 1981               | 1991               | 2001               | 2011               |
| 289                | 276                | 320                | 345                | 386                | 418                | 428                | 513                | 593                | 612                | 629                | 661                | 664                | 660                | 694                | 685                |

## Külső hivatkozások
- Brdovec község hivatalos oldala
- A Szent Vid plébánia honlapja Archiválva 2013. szeptember 8-i dátummal a Wayback Machine-ben
- A megye turisztikai egyesületének honlapja